# Margaret Pole, grevinde af Salisbury
Margaret Pole, grevinde af Salisbury (14. august 1473 – 27. maj 1541), var en engelsk adelskvinde. Hun var datter af Georg, hertug af Clarence, og Isabel Neville, niece til kongerne Edvard 4. og Richard 3. Margaret var en af to kvinder i England i 1500-tallets, der holdt en titel i sin egen ret uden at ægtemanden holdt titlen. En af de få overlevende medlemmer af Huset Plantagenet efter Rosekrigene blev hun henrettet i 1541 på ordre af Henrik 8., som var søn af hendes kusine Elizabeth af York. Pave Leo 13. saliggjorde hende som martyr for den katolske kirke den 29. december 1886.

## Tidlige liv
Margaret blev født på Farleigh Hungerford Castle i Somerset, som den eneste overlevende datter af Georg Plantagenet, 1. hertug af Clarence, og hans hustru Isabel Neville, som var den ældste datter af Richard Neville, 16. jarl af Warwick, og hans hustru Anne de Beauchamp, 16. grevinde af Warwick. Hendes morfar blev dræbt i kamp mod hendes onkel, Edvard 4., i Slaget ved Barnet. Hendes far, allerede hertug af Clarence, blev derefter ophøjet til jarl af Salisbury og Warwick. Edvard 4. erklærede, at Margarets yngre bror Edvard skulle være kendt som jarlen af Warwick som en titel i gunst, men der blev aldrig skabt nogen adelrang til ham. Margaret ville have haft krav på Jarldømmet Warwick, men jarldømmet blev nedlagt efter, at hendes bror Edvard var blevet frataget sin ære, liv og gods.
Margarets mor døde, da hun var tre å gammel, og hendes far fik to tjenere dræbt, som han mente havde forgiftet hende. Georg smedede rænker mod Edvard 4. og fik frataget sin ære, liv og gods, og blev henrettet for forræderi. Hans landbesiddelser og titler gik fortabt. Edvard 4. døde, da Margaret var ti år gammel, og hendes onkel Richard, hertug af Gloucester blev, efter at Edvards ægteskab blev erklæret for ugyldigt af rigets stænder og hans børn erklæret illegitime, og da Margaret og hendes bror Edvard var blevet udelukket fra arvefølgen i forbindelse med deres fars tab af liv og titel, tilbudt kronen og blev konge som Richard 3. Han var gift med Anne Neville, yngre søster til Margarets mor Isabel.
Richard 3. sendte børnene til Sheriff Hutton Castle i Yorkshire. Han blev besejret og dræbt i 1485 i Slaget ved Bosworth af Henrik Tudor, der efterfulgte ham som Henrik 7. Den nye konge giftede sig med Margarets kusine Elizabeth af York, Edvard 4.'s datter, og Margaret og hendes bror blev taget ind i deres pleje. Snart blev den unge Edvard, en potentiel York-prætendent til tronen, overført til Tower of London. Edvard blev kortvarigt vist frem offentligt ved Saint Paul's Cathedral i 1487 som svar på fremkomsten af bedrageren Lambert Simnel som "jarlen af Warwick" hos de irske adelsmænd.
Kort derefter, sandsynligvis i november 1487, gav Henrik 7. Margaret i ægteskab til sin fætter, Sir Richard Pole, hvis mor var halvsøster til kongens mor, Margaret Beaufort. Da Perkin Warbeck i 1499 udgav sig for at være Edvard 4.'s formodede døde søn Richard af Shrewsbury, hertug af York, blev Margarets bror Edvard frataget sin ære, liv og gods og henrettet for sin involvering i sammensværgelsen.
Richard Pole holdt en række embeder i Henrik 7.'s regering, hvoraf den højeste var kammerherre for Arthur, prins af Wales, Henriks ældste søn. Da Arthur giftede sig med Katharina af Aragonien, blev Margaret en af hendes hofdamer, men hendes følge blev opløst, da Arthur døde som teenager i 1502.
Da hendes mand døde i 1505, blev Margaret enke med fem børn, en begrænset mængde jord arvet fra hendes mand, ingen anden indkomst og ingen udsigter. Henrik 7. betalte for Richards begravelse. For at lette situationen helligede Margaret sin tredje søn Reginald Pole til kirken, hvor han kom til at få en begivenhedsrig karriere som en pavelig legat og senere ærkebiskop af Canterbury. Han kom til bittert at fortryde at hun opgav ham senere i sit liv. Derudover blev Margaret, uden passende midler til at forsørge sig selv og sine børn, tvunget til at bo på Syon Abbey sammen Birgittinerordenens nonner efter hendes mands død. Hun kom til at forblive der, indtil hun vendte tilbage til kongens gunst ved Henrik 8.'s tronbestigelse i 1509.

## Grevinde af Salisbury
Da Henrik 8. kom til tronen i 1509, giftede han sig med Katharina af Aragonien. Margaret blev igen udnævnt til en af hendes hofdamer. I 1512 tildelte parlamentet hende nogle af hendes brors landbesiddelser fra Jarldømmet Salisbury (kun), for hvilket hun måtte betale 5000 mark (2666 £,13s.4d). Henrik 7. havde kontrolleret dem, først under hendes brors formynderskab og derefter under hans fangenskab, og havde konfiskeret dem efter hans retssag. Den samme lov tildelte også Margaret Jarldømmet Salisbury. Warwick og Spencer [Despencer] landbesiddelserne forblev kronejendom.
Som grevinde af Salisbury styrede Margaret sine lande godt, og i 1538 var hun det femte rigeste medlem af højadelen i England. Hun var protektor for "den nye lære", ligesom mange adelsmænd i Renæssancen; Gentian Hervetus oversatte Erasmus' de immensa misericordia Dei (Guds store barmhjertighed) til engelsk for hende. Hendes ældste søn, Henry Pole, blev ophøjet til baron Montagu, en anden af Neville-titlerne. Han talte familiens sag i House of Lords. Hendes næstældste søn, Arthur Pole, havde en generelt succesrig karriere som hofmand.
Arthur led et tilbageslag, da hans protektor Edward Stafford, 3. hertug af Buckingham, blev dømt for forræderi i 1521, men han var snart tilbage i kongens gunst. Han døde ung omkring 1526 efter at have giftet sig med arvingen til Roger Lewknor. Grevinden og hendes søn Henry pressede Arthurs enke til at give et løfte om evig kyskhed for at bevare hendes arv til sine børn med Arthur Pole. Margaret datter Ursula giftede sig med hertugen af Buckinghams søn, Henry Stafford, men efter hertugens fald modtog parret kun fragmenter af hans godser.
Margarets tredje søn, Reginald Pole, studerede i udlandet i Padova. Han var domprovst i Exeter og Wimborne Minster, Dorset samt kannik i York. Han ernærede sig på flere andre måder, skønt han ikke var blevet ordineret som præst. Han repræsenterede Henrik 8. i Paris i 1529 og overtalte Sorbonne-teologerne til at støtte Henriks skilsmisse fra Katharina of Aragonien. Hendes yngste søn Geoffrey Pole giftede sig godt med Constance, datter af Edmund Pakenham, og arvede godset Lordington i Sussex.
Margarets egen gunst ved hoffede varierede. Hun lå i strid om jord med Henrik 8. i 1518. Han tildelte de anfægtede lande til Hertugdømmet Somerset, som havde været under hans bedstefar af Beaufort-slægtens besiddelse, og nu var i kronens besiddelse. I 1520 blev Margaret udnævnt til guvernante for Henriks datter Maria. Året efter, da hendes sønner var indblandet i Buckinghams forræderi, blev hun fjernet, men hun fik sin post tilbage i 1525.
Da Maria blev erklæret en bastard i 1533, nægtede Margaret at give Marias guldplade og juveler tilbage til Henrik. Marias husstand blev opløst i slutningen af året, og Margaret bad om at tjene Maria for egen regning, men fik ikke tilladelse. Den kejserlige ambassadør Eustace Chapuys foreslog to år senere, at Maria blev overdraget til Margaret, men Henrik afviste og kaldte hende "et fjols uden nogen erfaring".

## Fald
I 1531 advarede Reginald Pole om farerne ved Boleyn-ægteskabet. Han vendte tilbage til Padova i 1532 og modtog en sidste engelsk begunstigelse i december samme år. Chapuys foreslog over for kejser Karl 5., at Reginald skulle gifte sig med Maria og kombinere deres dynastiske krav. Chapuys kommunikerede også med Reginald gennem hans bror Geoffrey. Reginald svarede på bøger, som Henrik sendte til ham med sin egen pjece, pro ecclesiasticae unitatis defensione, eller de unitate, som afviste Henriks syn på ægteskabet mellem en broders hustru og afviste kongens overherredømme. Reginald opfordrede også Europas fyrster til straks at afsætte Henrik. Henrik skrev til Margaret, som selv skrev et brev til sin søn, hvor hun irettesatte ham for hans "dårskab". I maj 1536 brød Reginald endelig og definitivt med kongen. Efter at Henrik fik Anne Boleyn arresteret og til sidst henrettet, fik Margaret lov til at vende tilbage til hoffet, om end kortvarigt.
I 1537 blev Reginald (stadig ikke ordineret) indsat som kardinal. Pave Paul 3. satte ham i spidsen for at organisere assistance til Pilgrimage of Grace (og beslægtede bevægelser), et forsøg på at organisere en march mod London for at indsætte en konservativ katolsk regering i stedet for Henriks stadig mere protestantiske. Hverken Frans 1. af Frankrig eller kejseren støttede denne indsats, og den engelske regering forsøgte at få ham myrdet. I 1539 blev Reginald sendt til kejseren for at organisere en embargo mod England, den form for modforanstaltninger, som han selv havde advaret Henrik var mulige.
Som en del af efterforskningen af den såkaldte "Exeter konspiration" blev Geoffrey Pole arresteret i august 1538. Han havde været i korrespondance med Reginald, og under efterforskningen af Henry Courtenay, Marquess of Exeter (Henrik 8.'s første fætter og Geoffreys grandfætter) var hans navn dukket op. Geoffrey havde appelleret til Thomas Cromwell, som fik ham arresteret og forhørt. Under forhør fortalte Geoffrey, at hans ældste bror, Lord Montagu, og markisen havde taget del i hans korrespondance med Reginald. Montagu, Exeter og Margaret blev arresteret i november 1538.
I januar 1539 blev Geoffrey benådet, men Margarets søn Henry, baron Montagu blev senere efter en retssag henrettet for forræderi. I maj 1539 fik Henry, Margaret, Exeter og andre frataget deres ære, liv og gods, ligesom Margarets far havde fået det. Denne dom betød, at de mistede deres titler og deres landbesiddelser, hvoraf størstedelen lå i det Sydengland, bekvemt placeret for at hjælpe enhver invasion.
Som en del af beviset for fratagelsen af ære, liv og gods fremviste Cromwell en tunika med Kristi fem sår, der symboliserede Margarets støtte til katolicismen og styret under hendes søn Reginald og kongens katolske datter Maria. Dette formodede fund, seks måneder efter at hendes hus og ejendele var blevet undersøgt ved hendes anholdelse, er sandsynligvis fabrikeret. Hun blev dømt til døden og kunne blive henrettet ved kongens nåde.
Margaret Pole, som hun nu blev tituleret, blev holdt fanget i Tower of London i to og et halvt år. Margaret, hendes barnebarn Henry (søn af hendes egen søn Henry) og Exeters søn blev holdt sammen og støttet af kongen. Hun blev tilset af tjenere og modtog en omfattende gave af tøj i marts 1541. I 1540 faldt Cromwell selv fra kongens gunst og blev frataget sin ære, liv og gods og henrettet.

## Henrettelse
Følgende digt blev fundet hugget på væggen i hendes celle:
Om morgenen den 27. maj 1541 fik Margaret besked om, at hun skulle dø inden for en time. Hun svarede, at der ikke var blevet tillagt hende nogen forbrydelse. Ikke desto mindre blev hun ført fra sin celle til det sted inden for Tower of Londons område, hvor en lav træblok var blevet forberedt i stedet for det sædvanlige skafot. Da hun var af ædel fødsel, blev hun ikke henrettet offentligt.
To skriftlige beretninger om hendes henrettelse har overlevet, begge af øjenvidner: af Marillac, den franske ambassadør; og af Chapuys, ambassadør for den tysk-romerske kejser. Deres beretninger adskiller sig lidt, idet Marillacs beretninger, der blev sendt to dage efter, berettede, at henrettelsen fandt sted i et hjørne af Tower of London med så få mennesker til stede, at der om aftenen var opstået tvivl om hvorvidt hendes henrettelse havde fundet sted. Chapuys skrev to uger efter henrettelsen, at 150 vidner havde været til stede, herunder Londons Lord Mayor.
Chapuys skrev, at "i første omgang, da dødsdommen blev gjort kendt for hende, fandt hun det meget underligt, uden at vide hvilken forbrydelse hun blev beskyldt for, eller hvordan hun var blevet dømt" og at, fordi den normale bøddel var blevet sendt nordpå for at tage sig af oprørerne, blev henrettelsen udført af "en elendig og klodset ung mand, der bogstaveligt talt hakkede hendes hoved og skuldre i stykker på den mest ynkelige måde".
En tredje apokryf beretning, beskrevet i Burke's Peerage som et påhit til at forklare de forfærdelige omstændigheder ved hendes død, fortæller, at Margaret nægtede at lægge hovedet på blokken og erklærede: "Så skal forrædere gøre, men jeg er ingen". Ifølge beretningen vendte hun hovedet "hver vej" og instruerede bøddel i, at hvis han ville have hendes hoved, skulle han tage det som han kunne. Margaret blev begravet i kapellet Church of St. Peter ad Vincula inden i Tower of London. Hendes jordiske rester blev afdækket, da kapellet blev renoveret i 1876.
Hendes søn, Reginald Pole, sagde at han "aldrig ville være bange for at kalde sig søn af en martyr". Hun blev senere betragtet af katolikker som sådan og blev saliggjort den 29. december 1886 af pave Leo 13. Hun blev mindet ved indvielsen af Church of Our Lady Queen of Peace & Blessed Margaret Pole i Southbourne, Bournemouth.

## Familie
Når hun ikke opholdt sig ved hoffet, boede Margaret hovedsageligt på Warblington Castle i Hampshire og Bisham Manor i Berkshire. Hun og hendes mand var forældre til fem børn:
- Henry Pole, 1. baron Montagu (ca. 1492 – 9. januar 1539), kendt som en af adelsmændene i retssagen mod Anne Boleyn. Giftede sig med Jane Neville, datter af George Nevill, 5. baron Bergavenny og Joan FitzAlan (også kendt som Joan of Arundel). Halshugget efter ordre fra Henrik 8. Et oldebarn af Henry Pole var Sir John Bourchier, der dømte kong Karl 1. af England til døden.
- Arthur Pole (før 1499 – før 1532), Lord of the Manor af Broadhurst i Sussex. Giftede sig med Jane Lewkenor, datter af Sir Roger Lewkenor og Eleanor Tuchet, datter af 6. baron Audley og Anne Echingham.
- Reginald Pole (ca. 1500 – 17. november 1558), kardinal, pavelig legat i forskellige regioner, herunder England, og den sidste katolske ærkebiskop af Canterbury.
- Geoffrey Pole (c. 1501–1558), Lord of the Manor af Lordington i Sussex, mistænkt for forræderi af kong Henrik 8. og anklaget for sammensværgelse med Karl 5., den tysk-romerske kejser. Opholdt sig i eksil i Europa. Giftede sig med Constance Pakenham, barnebarn og arving til Sir John Pakenham. John Pakenham var forfader til Sir Edward Pakenham, svoger til hertugen af Wellington.
- Ursula Pole (ca. 1504 – 12. august 1570), gift med Henry Stafford, 1. baron Stafford.

## Kulturelle skildringer
- Margaret optræder i William Shakespeares skuespil Richard den Tredje som den unge datter af den myrdede hertug af Clarence.
- Karakteren af Lady Salisbury i Showtime tv-serien The Tudors, spillet af Kate O'Toole i 2007 og 2009, er løst baseret på Margaret Pole.
- Janet Henfrey portrætterer Margaret i Episode 4 ("The Devil's Spit") af Wolf Hall, BBC-dramatiseringen fra 2015 af Hilary Mantels romaner Wolf Hall (2009) og Bring Up the Bodies (2012).
- Margaret er hovedpersonen i Philippa Gregorys roman The King's Curse fra 2014.[21] Hun optræder også i Gregorys romaner Kongemagerens datter (2012) og Den hvide prinsesse (2013).
- Margaret blev portrætteret af Rebecca Benson i tv-dramatiseringen af Den hvide prinsesse[22] og af Laura Carmichael i miniserien The Spanish Princess, en efterfølger til Den hvide prinsesse.[23]
- Margaret er hovedpersonen i Samantha Wilcoxsons roman, Faithful Traitor, fra 2016.

### Yderligere læsning
- Pierce, Hazel (2003). Margaret Pole, Countess of Salisbury, 1473–1541: Loyalty, Lineage and Leadership, University of Wales Press, ISBN 0-7083-1783-9